# Stop de tijd (Marco Borsato)
Stop de tijd is een nummer van Marco Borsato. Het is de tweede single van zijn album Wit licht en de opvolger van de gelijknamige single die een nummer-1 hit werd in de Nederlandse Top 40.

## Achtergrond
De single Wit licht was een behoorlijke vernieuwing voor Borsato: zijn fans vonden het nummer iets te hip klinken. Daarom greep Marco met Stop de tijd weer terug op de "typische Borsatosound", iets wat hij zelf ook zei op zijn website. Dat Wit licht aanwijsbaar anders was dan andere Borsato nummers bleek ook wel uit het feit dat het nummer niet lang stand hield in de Top 40. Door terug te grijpen op de oude succesformule probeerde Borsato met Stop de tijd wederom een nummer-1 hit te scoren.
Het nummer Stop de tijd gaat over het willen vasthouden van gelukzalige momenten. John Ewbank, schrijver en producer van het nummer, vertelde over het nummer dat er momenten zijn in je leven dat alles zó goed voelt, dat je de tijd wilt stilzetten. Dat is wat nu gebeurt via Stop De Tijd.
Drie weken voordat Stop de tijd uitgebracht zou worden op single, kwam het nummer al binnen op een vijfde plaats in de tipparade. Een week later werd het nummer verkozen tot Alarmschijf op Radio 538 en stootte het nummer door naar de eerste plaats van de tiplijst. Nog een week later kwam de plaat binnen op nummer één van de Top 40, waarmee Borsato het record van meeste nummer-1 entry's in handen kreeg. Ook verstevigde hij hiermee zijn record van meeste opeenvolgende nummer-1 hits; acht stuks in vijf jaar tijd. Net als Wit licht stond het nummer drie weken op de eerste plaats en verdween het al na 9 weken uit de lijst.

## Videoclip
In tegenstelling tot voorganger Wit licht verscheen er voor Stop de tijd wel een videoclip. De clip speelt zich af in een groot wit huis waar twee geliefden samen zijn. Het is te zien dat hun relatie niet veel meer voorstelt, ze zitten samen in één huis en daar houdt het wel mee op. De schaduwen die op de muur te zien zijn laten zien hoe het er vroeger aan toe ging, toen de relatie nog gepassioneerd was en de twee niet van elkaar af konden blijven. 's Avonds slapen de twee allebei niet, maar laten dit niet aan de ander merken, terwijl de schaduwen op de muur weer beelden van vroeger laten zien, toen het er vuriger aan toe ging in bed.
De volgende morgen vertrekt de vrouw met al haar spullen in koffers. De man komt haar achterna naar buiten. Op de muur van het huis zijn twee enorme schaduwen te zien (die van de man en de vrouw) die naar elkaar toerennen en elkaar omhelzen. De vrouw staat stil, draait zich om en volgt het voorbeeld van de schaduwen.
Marco Borsato is wel te zien in de clip, maar speelt geen rol. Hij vertelt slechts het verhaal. De clip is geheel in zwart-wit gefilmd.

## Hitnoteringen

### Nederlandse Top 40
| Hitnotering: 30-08-2008 t/m 25-10-2008 | Hitnotering: 30-08-2008 t/m 25-10-2008 | Hitnotering: 30-08-2008 t/m 25-10-2008 | Hitnotering: 30-08-2008 t/m 25-10-2008 | Hitnotering: 30-08-2008 t/m 25-10-2008 | Hitnotering: 30-08-2008 t/m 25-10-2008 | Hitnotering: 30-08-2008 t/m 25-10-2008 | Hitnotering: 30-08-2008 t/m 25-10-2008 | Hitnotering: 30-08-2008 t/m 25-10-2008 | Hitnotering: 30-08-2008 t/m 25-10-2008 | Hitnotering: 30-08-2008 t/m 25-10-2008 |
| Week:                                  | 1                                      | 2                                      | 3                                      | 4                                      | 5                                      | 6                                      | 7                                      | 8                                      | 9                                      |                                        |
| -------------------------------------- | -------------------------------------- | -------------------------------------- | -------------------------------------- | -------------------------------------- | -------------------------------------- | -------------------------------------- | -------------------------------------- | -------------------------------------- | -------------------------------------- | -------------------------------------- |
| Positie:                               | 1                                      | 1                                      | 1                                      | 2                                      | 4                                      | 15                                     | 25                                     | 28                                     | 31                                     | uit                                    |

### NederlandseSingle Top 100
| Hitnotering: 30-08-2008 t/m 29-11-2008 | Hitnotering: 30-08-2008 t/m 29-11-2008 | Hitnotering: 30-08-2008 t/m 29-11-2008 | Hitnotering: 30-08-2008 t/m 29-11-2008 | Hitnotering: 30-08-2008 t/m 29-11-2008 | Hitnotering: 30-08-2008 t/m 29-11-2008 | Hitnotering: 30-08-2008 t/m 29-11-2008 | Hitnotering: 30-08-2008 t/m 29-11-2008 | Hitnotering: 30-08-2008 t/m 29-11-2008 | Hitnotering: 30-08-2008 t/m 29-11-2008 | Hitnotering: 30-08-2008 t/m 29-11-2008 | Hitnotering: 30-08-2008 t/m 29-11-2008 | Hitnotering: 30-08-2008 t/m 29-11-2008 | Hitnotering: 30-08-2008 t/m 29-11-2008 | Hitnotering: 30-08-2008 t/m 29-11-2008 | Hitnotering: 30-08-2008 t/m 29-11-2008 |
| Week:                                  | 1                                      | 2                                      | 3                                      | 4                                      | 5                                      | 6                                      | 7                                      | 8                                      | 9                                      | 10                                     | 11                                     | 12                                     | 13                                     | 14                                     |                                        |
| -------------------------------------- | -------------------------------------- | -------------------------------------- | -------------------------------------- | -------------------------------------- | -------------------------------------- | -------------------------------------- | -------------------------------------- | -------------------------------------- | -------------------------------------- | -------------------------------------- | -------------------------------------- | -------------------------------------- | -------------------------------------- | -------------------------------------- | -------------------------------------- |
| Positie:                               | 1                                      | 2                                      | 1                                      | 1                                      | 3                                      | 7                                      | 22                                     | 14                                     | 20                                     | 22                                     | 42                                     | 38                                     | 65                                     | 78                                     | uit                                    |

### VlaamseUltratop 50
| Hitnotering: 30-08-2008 t/m 25-10-2008 | Hitnotering: 30-08-2008 t/m 25-10-2008 | Hitnotering: 30-08-2008 t/m 25-10-2008 | Hitnotering: 30-08-2008 t/m 25-10-2008 | Hitnotering: 30-08-2008 t/m 25-10-2008 | Hitnotering: 30-08-2008 t/m 25-10-2008 | Hitnotering: 30-08-2008 t/m 25-10-2008 | Hitnotering: 30-08-2008 t/m 25-10-2008 | Hitnotering: 30-08-2008 t/m 25-10-2008 | Hitnotering: 30-08-2008 t/m 25-10-2008 | Hitnotering: 30-08-2008 t/m 25-10-2008 |
| Week:                                  | 1                                      | 2                                      | 3                                      | 4                                      | 5                                      | 6                                      | 7                                      | 8                                      | 9                                      |                                        |
| -------------------------------------- | -------------------------------------- | -------------------------------------- | -------------------------------------- | -------------------------------------- | -------------------------------------- | -------------------------------------- | -------------------------------------- | -------------------------------------- | -------------------------------------- | -------------------------------------- |
| Positie:                               | 3                                      | 4                                      | 6                                      | 11                                     | 14                                     | 24                                     | 39                                     | 47                                     | 36                                     | uit                                    |

### VlaamseRadio 2 Top 30
| Hitnotering: 30-08-2008 t/m 27-12-2008 | Hitnotering: 30-08-2008 t/m 27-12-2008 | Hitnotering: 30-08-2008 t/m 27-12-2008 | Hitnotering: 30-08-2008 t/m 27-12-2008 | Hitnotering: 30-08-2008 t/m 27-12-2008 | Hitnotering: 30-08-2008 t/m 27-12-2008 | Hitnotering: 30-08-2008 t/m 27-12-2008 | Hitnotering: 30-08-2008 t/m 27-12-2008 | Hitnotering: 30-08-2008 t/m 27-12-2008 | Hitnotering: 30-08-2008 t/m 27-12-2008 | Hitnotering: 30-08-2008 t/m 27-12-2008 | Hitnotering: 30-08-2008 t/m 27-12-2008 | Hitnotering: 30-08-2008 t/m 27-12-2008 | Hitnotering: 30-08-2008 t/m 27-12-2008 | Hitnotering: 30-08-2008 t/m 27-12-2008 | Hitnotering: 30-08-2008 t/m 27-12-2008 | Hitnotering: 30-08-2008 t/m 27-12-2008 | Hitnotering: 30-08-2008 t/m 27-12-2008 | Hitnotering: 30-08-2008 t/m 27-12-2008 | Hitnotering: 30-08-2008 t/m 27-12-2008 |
| Week:                                  | 1                                      | 2                                      | 3                                      | 4                                      | 5                                      | 6                                      | 7                                      | 8                                      | 9                                      | 10                                     | 11                                     | 12                                     | 13                                     | 14                                     | 15                                     | 16                                     | 17                                     | 18                                     |                                        |
| -------------------------------------- | -------------------------------------- | -------------------------------------- | -------------------------------------- | -------------------------------------- | -------------------------------------- | -------------------------------------- | -------------------------------------- | -------------------------------------- | -------------------------------------- | -------------------------------------- | -------------------------------------- | -------------------------------------- | -------------------------------------- | -------------------------------------- | -------------------------------------- | -------------------------------------- | -------------------------------------- | -------------------------------------- | -------------------------------------- |
| Positie:                               | 21                                     | 16                                     | 17                                     | 16                                     | 9                                      | 10                                     | 13                                     | 15                                     | 12                                     | 13                                     | 15                                     | 12                                     | 16                                     | 18                                     | 18                                     | 26                                     | 27                                     | 28                                     | uit                                    |

### NPO Radio 2 Top 2000
| Nummer met noteringen in de NPO Radio 2 Top 2000 | '09 | '10 | '11  |
| ------------------------------------------------ | --- | --- | ---- |
| Stop de tijd                                     | 348 | -   | 1607 |

1. ↑  Een '-' betekent dat het nummer niet was genoteerd en een vetgedrukt getal geeft de hoogste notering aan.
2. ↑  2009 was het eerste jaar met een notering voor dit nummer.
3. ↑  Deze tabel is bijgewerkt tot en met de laatste editie (2024).